# Nothink
Nothink fue una banda de rock alternativo que tuvo sus inicios en Madrid, España, a principios de 1998. 

## Historia
El bajista Alex Ferrero y el guitarrista y cantante Juan Blas, comenzaron a ensayar en un garaje, interpretando versiones de Nirvana. A lo largo de los primeros años, experimentaron con diferentes bateristas y grabaron algunos demos que les permitieron hacerse un nombre en la escena musical de Madrid. Sin embargo, no fue sino hasta noviembre de 2003 cuando encontraron a Miguel Peñas, quien se convirtió en el baterista definitivo. Con su incorporación, comenzaron a dar forma a un nuevo repertorio que se acercaba musicalmente al post-hardcore y al rock alternativo de la década de los noventa.
El año 2004 marcó el inicio de la transformación de Nothink en el rock español. En primer lugar, ganaron el concurso de maquetas de la edición nacional de la revista musical Mondosonoro. Posteriormente, en mayo de ese mismo año, se alzaron con la victoria en el concurso MadTaste, organizado por Festimad, lo que les brindó la oportunidad de actuar en el festival. Este logro les permitió darse a conocer ante un público mucho más amplio y compartir escenario con bandas de renombre como Pixies y Korn. En verano realizan su primera gira por la península y son teloneros de Berri Txarrak en Madrid, en el último concierto dentro de la gira del disco "Libre".
Mientras tanto trabajan en la composición de las canciones que formarían su primer álbum, titulado Bipolar Age, disco que autofinanció el propio grupo y que fue grabado durante tan solo 10 días a finales de ese mismo año, concretamente en los estudios Ultramarinos Costa Brava, contando con la producción de Santi García y Xavi Navarro, conocidos por trabajar con otras bandas como Standstill.
Con el disco ya grabado, comienzan la difícil tarea de buscar sello discográfico para publicarlo y distribuirlo, y así es como conocen a Sergio Picón, del sello independiente Aloud Music, que en junio de 2005 se convierte en representante del grupo. Aparte de publicar Bipolar Age en formato CD, también facilitó y promocionó la descarga del disco a través de su propia página web oficial, con lo que la popularidad de Nothink creció rápidamente, siendo además elegidos grupo de rock revelación en varios medios como Mondosonoro, Radio 3, y Rockzone. Tras la buena acogida en la prensa musical, Nothink realiza una extensa gira de más de 50 fechas, en ocasiones compartiendo cartel con diferentes bandas del panorama musical internacional, como Engine Down, The Appleseed Cast y Brant Bjork. 
En el año 2007 vuelven de nuevo al estudio para grabar su segundo LP titulado Spotlights, un disco conceptual y mucho más elaborado, que contó con varias colaboraciones de músicos de la escena indie nacional, como Ramón Rodríguez de Madee, Dani Llamas de G.A.S. drummers y la orquestación del algunos temas por parte de la Filarmónica de Kiev, dirigida por el compositor Lucas Vidal.
Al disco le vuelve a acompañar una gira de más de 70 fechas durante los dos siguientes años, acompañando como teloneros las giras españolas de grupos como Biffy Clyro, Beatsteaks, Hell is for Heroes, Juliette Lewis, o de nuevo los navarros Berri Txarrak, y también a participar en el Festival Electric Weekend que se celebró en Getafe, donde compartieron cartel y escenario con bandas de la talla de Queens of the Stone age y Rage Against the Machine.
En septiembre de 2008, Nothink fueron uno de los pocos grupos de rock españoles nominados en los MTV Europe Music Awards.
En 2010 viajan hasta la ciudad de Seattle en Estados Unidos, donde graban su tercer disco titulado Hidden State, contando con la producción de Matt Bayles, exmiembro del grupo Minus the bear y conocido productor de bandas como Pearl Jam, Soundgarden, Mastodon, Isis o Russian Circles.
El grupo vuelve a la carretera para promocionar Hidden State durante 2010 y 2011, realizando un total de más de 50 conciertos, llegando incluso a ofrecer también algunas actuaciones en Londres y Francia y colgando el cartel de "sold-out" en salas como Caracol en Madrid y Bikini en Barcelona.
 En noviembre de ese mismo año, Nothink vuelven a ser finalistas de los premios MTV Europe Music Awards y son elegidos mejor disco nacional y mejor banda en directo por la revista musical especializada Rockzone.
Después de un breve receso, en mayo de 2012, Nothink lanzó un nuevo sencillo titulado "Let me go", que también incluía dos caras B inéditas. El sencillo fue grabado en el propio estudio de Juan Blas y mezclado por el productor Joe Barresi en Los Ángeles.

### Separación
El 19 de junio de 2012, después del concierto de presentación del sencillo ″Let me go", Juan Blas emitió un comunicado anunciando que tras 15 años, abandonaba la formación. Un día después, otro comunicado del bajista Alex Ferrero confirmaría la ruptura de la banda y que no continuarían sin su vocalista original. Finalmente, la separación fue anunciada y confirmada por su propio representante a través de la web del sello discográfico Aloud Music Ltd.

### Reunión
El 26 de noviembre de 2014, la banda anuncia su vuelta a los escenarios y una nueva gira por la península con motivo del décimo aniversario del lanzamiento de su primer álbum, reunión que se consuma en directo el 14 de marzo de 2015 en el AMFest, celebrado en la sala Apolo 2 de Barcelona y que culminan el 19 de diciembre de 2015 llenando la sala Penélope de Madrid.

### Proyectos paralelos
Los componentes del grupo participan también en nuevos proyectos musicales, como es el caso de Juan Blas, que trabaja en solitario y en formato acústico bajo el nombre de The Big Bench, así como en la formación de post-rock Minor Empires o en Caboverde.

## Discografía

### Álbumes de estudio
| Fecha de lanzamiento   | Título       |
| ---------------------- | ------------ |
| 7 de junio de 2005     | Bipolar Age  |
| 1 de noviembre de 2007 | Spotlights   |
| 7 de junio de 2010     | Hidden State |

### Sencillos
| Fecha de lanzamiento    | Título                             |
| ----------------------- | ---------------------------------- |
| 7 de junio de 2005      | Mr.Smile (Bipolar Age)             |
| 6 de junio de 2007      | Kill! Kill!! Genocide (Spotlights) |
| 27 de diciembre de 2008 | Polaroids (Spotlights)             |
| 7 de junio de 2010      | In a row (Hidden State)            |
| 25 de abril de 2012     | Let Me go (Let me go)              |

### Miembros
- Juan Blas -  Voz, Guitarra (1998–2016)
- Alex Ferrero - Bajo (1998–2016)
- Miguel Peñas - Batería (2003–2016)

### Miembros pasados
- Andy Duffill - Batería (2001–2003)
- Juan Carreras - Guitarra (2001–2002)
- Jacobo Anastasi - Batería (1998–2000)
- Enrique Cuarental - Guitarra (1999–2000)